# The Great Flamarion
The Great Flamarion is een Amerikaanse film noir uit 1945 onder regie van Anthony Mann. Destijds werd de film in Nederland uitgebracht onder de titel Het schot achter de coulissen.

## Verhaal
De Grote Flamarion is een scherpschutter, die mensen vermaakt met een vaudevillenummer. Hij werkt daarvoor samen met het stel Al en Connie Wallace. Wanneer Connie en hij verliefd worden, bekokstoven ze samen een plan om Al voorgoed uit te schakelen.

## Rolverdeling
| Acteur             | Personage          |
| ------------------ | ------------------ |
| Erich von Stroheim | De Grote Flamarion |
| Mary Beth Hughes   | Connie Wallace     |
| Dan Duryea         | Al Wallace         |
| Steve Barclay      | Eddie Wheeler      |
| Lester Allen       | Tony               |
| Esther Howard      | Cleo               |
| Michael Mark       | Nachtwaker         |